# Gerzon Chacón
Gerzon Chacón (San Cristóbal, 21 ottobre 1980) è un ex calciatore venezuelano, di ruolo difensore.

## Palmarès

### Club

#### Competizioni nazionali
- Campionato venezuelano: 4

Deportivo Táchira: 1999-2000, 2007-2008, 2010-2011, 2014-2015